# Rue d'Alsace (Paris)
Pour les articles homonymes, voir Rue d'Alsace.
La rue d'Alsace est une voie située dans le 10e arrondissement de Paris, en France.

## Situation et accès
La rue d'Alsace longe le côté ouest de la gare de l'Est. La partie sud est située au niveau de la gare, tandis que la partie nord, à partir du passage Delanos, est située en surplomb des voies. Les deux parties sont reliées par un double escalier avec palier. Elle se prolonge dans la rue de l'Aqueduc.
À l'exception de son extrémité nord, avec un bâtiment et sud, avec la gare, le côté est de la rue n'est pas bâti.

## Origine du nom

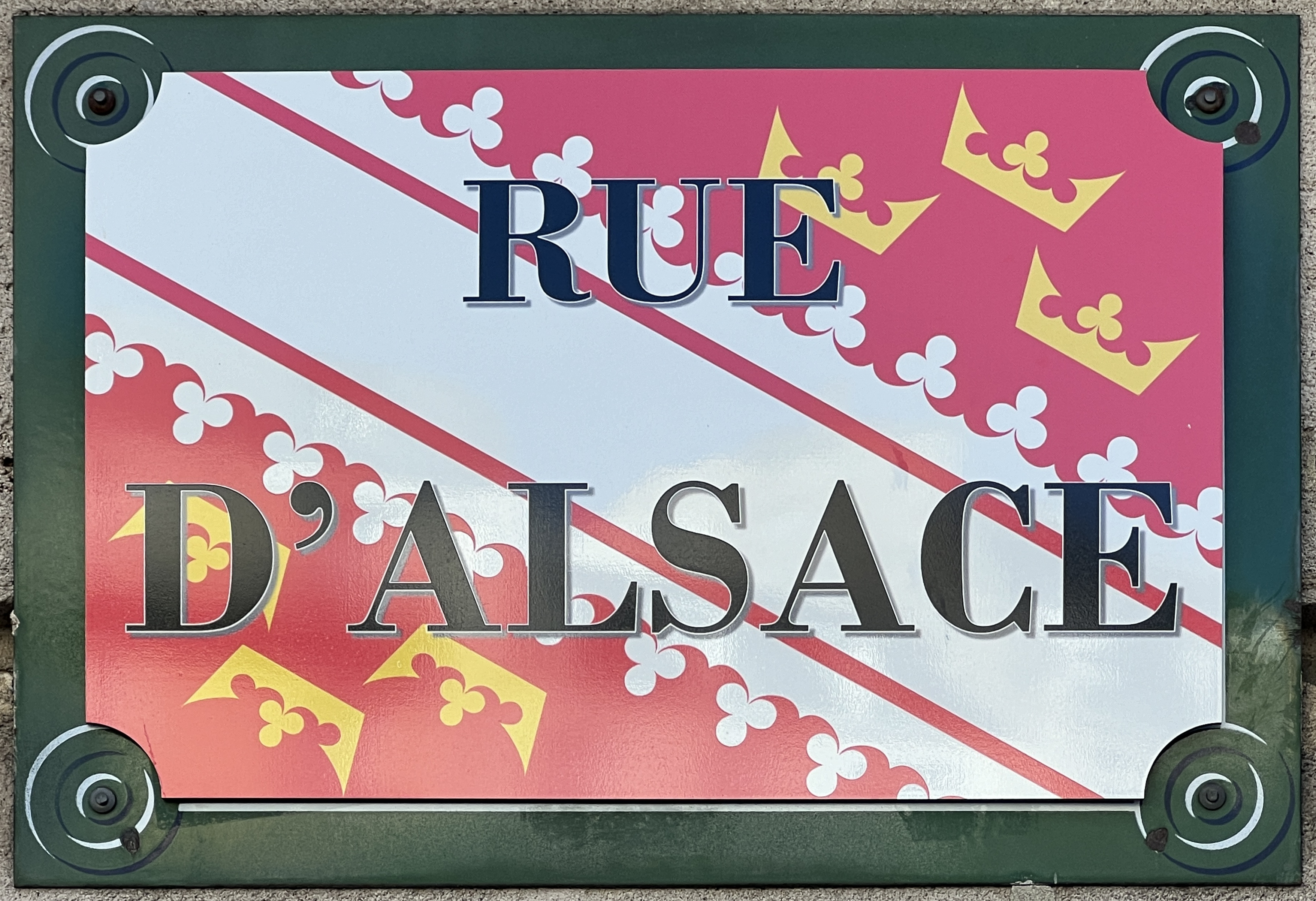
Plaque de la rue avec le drapeau.

La rue porte le nom de la région française d'Alsace en raison de son voisinage avec la gare de l'Est.

## Historique
Nommée précédemment « passage La Fayette », cette voie de l'ancien 5e arrondissement est classé dans la voirie de Paris par décret du 11 janvier 1865 et prend sa dénomination actuelle le 20 juillet 1868.
La rue d'Alsace est englobée dans l'opération Balcon Vert, un programme de réaménagement de voirie et de création d'un hôtel et d'un jardin public,,.

## Bâtiments remarquables et lieux de mémoire

### L'escalier de la rue d'Alsace
Cet élégant escalier, tout en rachetant une dénivelée de 3 étages, dissimulait un ouvrage hydraulique qui était le point de départ de trois grosses conduites d'eau en fonte, mises en charge par les eaux dérivées par une prise effectuée sur le bassin de la Villette et  acheminées par un aqueduc à plan d'eau libre empruntant le tracé de la rue du même nom, le bassin de la Villette étant alimenté par les eaux du canal de l'Ourcq. C'était une volonté du Premier consul, Napoléon Bonaparte, pour apporter de l'eau potable aux Parisiens qui, jusqu'alors, ne disposaient que de l'eau insalubre de la Seine et de puits, source d'épidémies. Les conduites souterraines descendaient en direction de la Seine par l'actuel boulevard de Strasbourg suivi du boulevard Sébastopol et se divisaient dans les quartiers pour alimenter les fontaines publiques, dont celle dite « du Palmier », au Châtelet. Cette distribution a été remaniée sous le Second Empire qui lui a substitué des eaux de sources. L'ouvrage hydraulique de mise en charge a disparu à cette époque. L'escalier entoure à présent un ouvrage de ventilation de la ligne no 4 du métro.

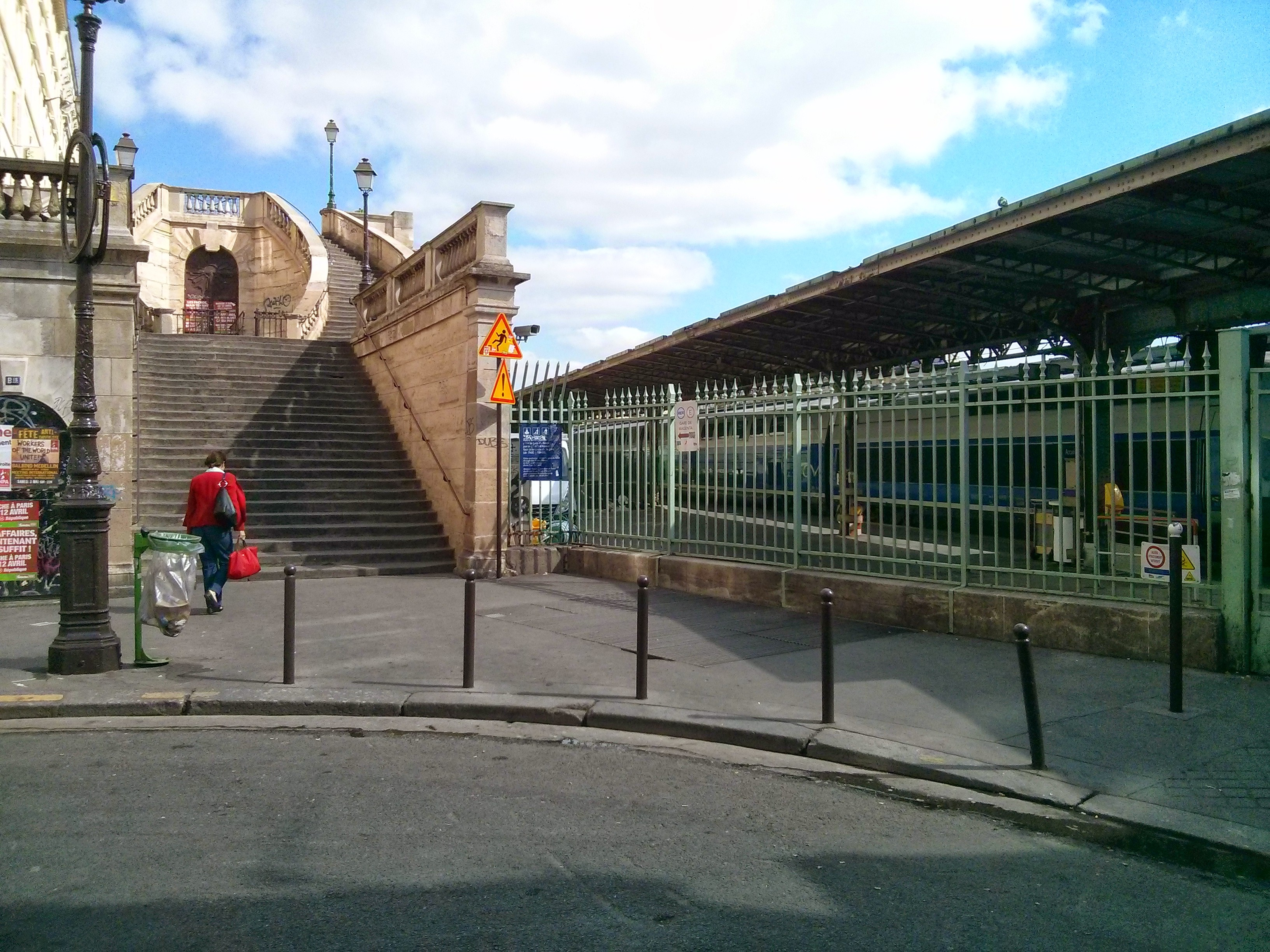
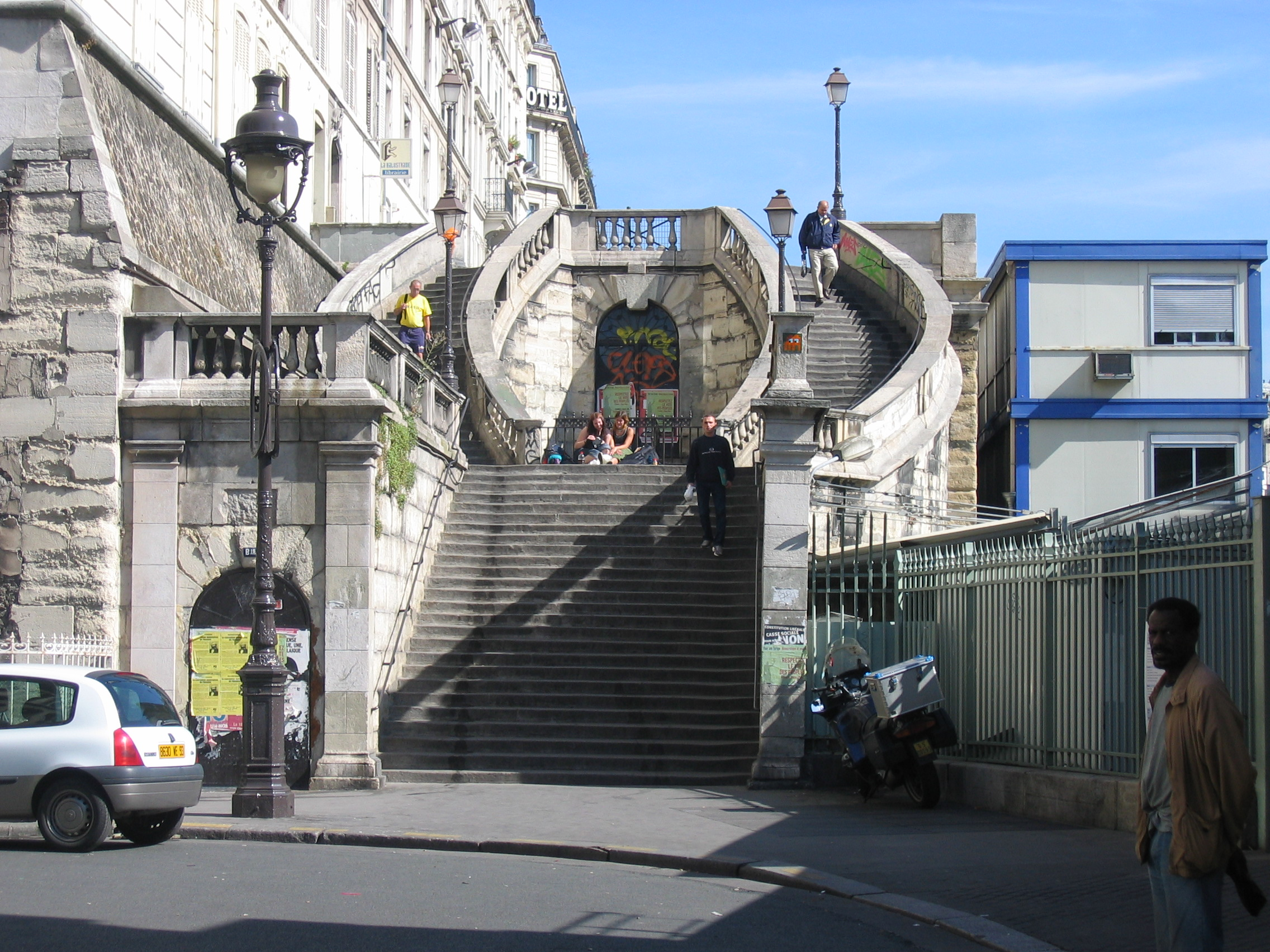

### Cinéma
Deux scènes du Clan des Siciliens (1969) ont la rue d'Alsace pour décor. Une arrivée des policiers avec, à leur tête, le personnage joué par Lino Ventura qui montent les escaliers, et la fuite dans ces mêmes escaliers, en provenance du passage Delanos, du personnage joué par Alain Delon.
Dans une scène du Fabuleux Destin d'Amélie Poulain (2001), à la 39e minute, les personnages quittent le hall par la droite et prennent l'escalier de la rue d'Alsace.
Dans un autre film ou téléfilm, l'actrice allemande Marianne Sägebrecht se fait voler sa valise en arrivant gare de l'Est à Paris. Elle poursuit son voleur dans les escaliers de la rue d'Alsace.
Dans L'Indic, un polar français de 1983 réalisé par Serge Leroy, la rue d'Alsace sert de décors aux dernières scènes. Sylvia (jouée par la jeune Pascale Rocard), jeune Parisienne éprise d'un truand (Thierry Lhermitte), suit dans les escaliers au bout de la rue d'Alsace, Malaggione (Bernard-Pierre Donnadieu). L'inspecteur Bertrand (incarné par Daniel Auteuil) poursuivra Sylvia après une fusillade, dans ces mêmes escaliers. Le dernier plan juste avant le générique de fin sera sur les escaliers de la rue d'Alsace.
Le film Souvenirs, souvenirs comporte également une scène sur ces escaliers.